# Hiệp hội Cao su Việt Nam
Hiệp hội Cao su Việt Nam là tổ chức xã hội - nghề nghiệp của những người và tổ chức, doanh nghiệp làm việc trong lĩnh vực sản xuất chế biến và buôn bán cao su tại Việt Nam. Hiệp hội có tên giao dịch tiếng Anh là Vietnam Rubber Association, viết tắt là VRA .
Điều lệ Hiệp hội được Bộ Nội vụ phê duyệt tại Quyết định số 67/2004/QĐ-BNV ngày 13 tháng 10 năm 2004 . Điều lệ sửa đổi được phê duyệt tại Quyết định 438/QĐ-BNV ngày 25 tháng 5 năm 2007 .
Văn phòng Hiệp hội đặt tại địa chỉ 236 Nam Kỳ Khởi Nghĩa, phường 6, Quận 3, Thành phố Hồ Chí Minh, Việt Nam .